# Dioscorea koepperi
Dioscorea koepperi là một loài thực vật có hoa trong họ Dioscoreaceae. Loài này được Standl. mô tả khoa học đầu tiên năm 1940.